# ميثاق حماس
إن ميثاق حماس المعروف أيضًا باسم عهد حماس، يشير إلى ميثاق حماس، الصادر في 18 أغسطس 1988، والذي يحدد هوية وموقف وأهداف الحركة. أعلن خالد مشعل في مايو 2017، عن ميثاق جديد للحركة. حدد الميثاق الأصلي حماس بأنها الإخوان المسلمين في فلسطين ويعلن أن أعضائها مسلمين «يخشون الله ويرفعون راية الجهاد في وجه الظالمين». وينص الميثاق على أن «نضالنا ضد اليهود كبير جدًا وبالغ الخطورة» ويدعو إلى إنشاء دولة إسلامية في فلسطين بدلًا من إسرائيل والأراضي الفلسطينية، وطمس إسرائيل أو حلّها. ويؤكد على أهمية الجهاد، كما جاء في المادة 13، «لا يوجد حل للقضية الفلسطينية إلا من خلال الجهاد، والمبادرات والمقترحات والمؤتمرات الدولية كلها مضيعة للوقت ومساعي عبثية». ينص الميثاق أيضًا على أن حماس إنسانية، ومتسامحة مع الأديان الأخرى طالما أنها «تتوقف عن نزاع سيادة الإسلام في هذه المنطقة». يضيف الميثاق أن «التخلي عن أي جزء من فلسطين يعني التخلي عن جزء من الدين» الإسلام.
عام 2008 قال إسماعيل هنية، زعيم حماس في غزة، إن حماس توافق على قبول دولة فلسطينية على طول حدود عام 1967، وأن تعرض هدنة طويلة الأمد مع إسرائيل. وعلى النقيض من ذلك، قال قيادي حماس محمود الزهار أن أي حديث عن خطوط 1967 هو "مرحلة فقط" حتى تتاح لحركة حماس فرصة "استعادة الأرض...حتى لو اضطررنا (حماس) إلى القيام بذلك شبرًا تلو الآخر". كما ذكر قادة حركة حماس الآخرين، بما فيهم إسماعيل هنية و‌خالد مشعل، مرارًا وتكرارًا أن "فلسطين – من النهر (الأردن) إلى البحر (المتوسط)، ومن شمالها إلى جنوبها – هي أرضنا وحقنا ووطننا. لن يكون هناك تنازل أو تخلي عن حتى شبر واحد أو جزء صغير منها،" وأنه "لن نتخلى عن الوقف الإسلامي على أرض فلسطين، ولن تنقسم القدس إلى قدس غربية وشرقية. إن القدس هي مدينة موحدة، وفلسطين تمتد من البحر المتوسط إلى نهر الأردن، ومن الناقورة راس الناقورة إلى أم الرشراش إيلات في الجنوب.
في مقابلات مع هيئة الإذاعة البريطانية في عام 2009، ادعى توني بلير أن حماس لا تقبل وجود إسرائيل وتستمر في تحقيق أهدافها من خلال الإرهاب والعنف، غير أن السير جيريمي غرينستوك قال إن حماس لم تعتمد ميثاقها كجزء من برنامجها السياسي منذ فوزها في الانتخابات التشريعية الفلسطينية 2006. بدلًا من ذلك انتقلت إلى موقف أكثر علمانية. في عام 2010 ذكر خالد مشعل زعيم حماس أن الميثاق «جزء من التاريخ ولم يعد ذا صلة، ولكن لا يمكن تغييره لأسباب داخلية». وقد ابتعدت حماس عن ميثقاها منذ أن قررت تقديم مرشحين لشغل مناصب.

## الخلفية
عام 1987 وبعد 20 عام من حرب 1967، بدأت الانتفاضة الأولى (1987–1993). في أواخر الثمانينات، سعت منظمة التحرير الفلسطينية إلى حل تفاوضي مع إسرائيل في شكل حل الدولتين. لم يكن هذا مقبولًا لحركة حماس الجناح الفلسطيني لجماعة الإخوان المسلمين، وكان العهد مكتوبًا لسد الفجوة الأيديولوجية بين منظمة التحرير والإخوان المسلمين. وفقًا لنائب وزير خارجية حماس د. أحمد يوسف، «تم التصديق على الميثاق خلال الظروف الفريدة للانتفاضة في عام 1988 كإطار ضروري للتعامل مع احتلال لا هوادة فيه».
في حين أن منظمة التحرير كانت قومية، فقد كانت أكثر علمانية في طبيعتها، بينما انتمت حماس إلى اللاهوت والقومية السلفية الجهادية الجديدة. كانت حماس تحولًا عن الرؤية الإسلامية الأكثر شمولية للإخوان المسلمين إلى التركيز على القومية الفلسطينية واستراتيجية الكفاح المسلح، أو الجهاد. كانت أهدافها السياسية متطابقة مع أهداف ميثاق منظمة التحرير وكانت أساسًا كفاحًا مسلحًا لاستعادة كامل أرض فلسطين كوقف إسلامي.

## الأهمية في القرن الحادي والعشرين
ادعى الدكتور أحمد يوسف، مستشار إسماعيل هنية أن حماس غيرت وجهات نظرها مع مرور الوقت منذ صدور الميثاق في عام 1988. في عام 2010 ذكر خالد مشعل أن الميثاق «جزء من التاريخ ولم يعد ذا صلة، ولكن لا يمكن تغييره لأسباب داخلية». عام 2006 اقترحت حماس برنامجًا حكوميًا، جاء فيه أن «مسألة الاعتراف بإسرائيل ليست من اختصاص فصيل واحد، ولا الحكومة، وإنما قرارًا للشعب الفلسطيني». ومع ذلك فإن الكثيرين لا يزالون متشككين في موقف حركة حماس الجديد، ويرونه بمثابة حيلة لإخفاء أعمالها الحقيقية، «ولكن صحيح أيضًا أن الخطاب الجديد للمحتوى الديني المخفف ناهيك عن البراغماتية والمرونة الزائدة للحركة في المجال السياسي يعكس تغيرات حقيقية وتراكمية داخل حركة حماس».

## المحتوى
- المادة 1 تصف حماس بأنها حركة مقاومة إسلامية ببرنامج أيديولوجي للإسلام.[22]
- المادة 2 تعرف من ميثاق حماس بأنها «حركة عالمية» و«أحد فروع الإخوان المسلمين في فلسطين».[18][22][23][24]
- المادة 3: الحركة «تتكون من المسلمين أعطوا ولاءهم لله».[22]
- المادة 4: ترحب الحركة بكل مسلم اعتقد عقيدتها، وأخذ بفكرتها، والتزم منهجها، وحفظ أسرارها، ورغب أن ينخرط في صفوفها لأداء الواجب.[22]
- المادة 5 توضح جذورها وصلاتها السلفية بالإخوان المسلمين.[22]
- المادة 6 حماس حركة فلسطينية متميزة،[25] و«تعمل على رفع راية الله على كل شبر من فلسطين، ففي ظل الإسلام يمكن أن يتعايش أتباع الديانات جميعًا في أمن وأمان على أنفسهم وأموالهم وحقوقهم».[18][22]
- وتصف المادة 7 حماس بأنها حلقة من حلقات الجهاد في مواجهة الغزو الصهيونية، تتصل وترتبط بانطلاقة الشهيد عز الدين القسام.[22][24]
- المادة 8 تكرر وثيقة حماس شعار جماعة الإخوان المسلمين «الله غايتها، والرسول قدوتها، والقرآن دستورها، والجهاد سبيلها، والموت في سبيل الله أسمى أمانيها».[18][22]
- المادة 9 تلائم رؤية جماعة الإخوان المسلمين لربط الأزمة الفلسطينية بالحل الإسلامي، وتدعو إلى «منازلة الباطل وقهره ودحره، ليسود الحق».[22]
- المادة 11 فلسطين مقدسة لجميع المسلمين في كل وقت، ولا يمكن أن يتخلى عنها أحد.[22]
- وتؤكد المادة 12 على أن «القومية، من وجهة نظر حركة المقاومة الإسلامية جزء من العقيدة الدينية».[22]
- المادة 13 لا يمكن التوصل إلى تسوية عن طريق التفاوض. الجهاد هو الجواب الوحيد.[22]
- المادة 14 تحرير فلسطين هو الواجب الشخصي لكل فلسطيني.[22]
- المادة 15 «وفي اليوم الذي يغتصب فيه الأعداء جزءًا من الأراضي الإسلامية، يصبح الجهاد واجبًا فرديًا لكل مسلم». ويذكر تاريخ الحروب الصليبية في الأراضي الإسلامية ويقول «المشكلة الفلسطينية هي مشكله دينية».[22]
- المادة 16 تصف كيفية المضي قدما في تعليم الأجيال المقبلة.[22]
- المادة 20 تدعو إلى اتخاذ إجراء «من قبل الشعب كهيئة واحدة» ضد «عدو شرير يتصرف بطريقة مشابهة للنازيين، ولا يميز بين الرجل والمرأة، وبين الأطفال وكبار السن».[22]
- المادة 22 تصنع مزاعم شاملة حول النفوذ والسلطة اليهودية.[22][26]
- المادة 28 تهم المؤامرة ضد إسرائيل وكل الشعب اليهودي: «إسرائيل واليهودية واليهود».[22][26]
- المادة 31 تصف حماس بأنها «حركة إنسانية»، «تهتم بحقوق الإنسان وتسترشد بالتسامح الإسلامي عند التعامل مع أتباع الديانات الأخرى». «في ظل الإسلام»، من الممكن للإسلام والمسيحية واليهودية «التعايش في سلام وهدوء مع بعضهم البعض» شريطة أن لا ينتقد أعضاء الديانات الأخرى سيادة الإسلام في المنطقة.[22]
- المادة 32 تشجب حماس «القوى الإمبريالية» بوصهم متآمرين.[26] المراجع بروتوكولات حكماء صهيون.[22][27]

### بيانات عن إسرائيل
وتنص ديباجة الميثاق على ما يلي: «وإسرائيل ستظل موجودة وستستمر حتى يبطلها الإسلام، تمامًا كما يبطل الآخرون أمامها».

## ادعاءات معاداة السامية
وفقًا لإبراهيم فوكسمان من رابطة مكافحة التشهير، فإن «حماس ليست معادية لإسرائيل فحسب، بل معادية للسامية مع العنصرية في جوهرها، كما يقرأ ميثاق حماس مثل نسخة حديثة من كفاحي». وطبقًا للميثاق، فإن الشعب اليهودي «له سمات سلبية فقط، ويعرض على أنه يخطط للاستيلاء على العالم». ويدعي الميثاق أن اليهود يستحقون عداوة الله وغضبه لأنهم تلقوا الكتب المقدسة ولكنهم انتهكوا نصوصها المقدسة، وكفروا علامات الله، وقتلوا أنبيائهم. وتقتبس مقولة عن النبي محمد من حديث:
«لا تقوم الساعة حتى يقاتل المسلمون اليهود، فيقتلهم المسلمون، حتى يختبئ اليهوديُّ من وراء الحجر والشجر، فيقول الحجر: يا مسلم، يا عبد الله، هذا يهودي خلفي، فتعالَ فاقتلْه، إلا الغرقد؛ فإنَّه من شجر اليهود.» (رواه البخاري و‌مسلم).
ويمضي الميثاق في التفاصيل عن كيفية أن الجهاد ضد اليهود واجب. «في اليوم الذي يغتصب فيه الأعداء جزءًا من الأراضي الإسلامية، يصبح الجهاد واجبًا فرديًا لكل مسلم. وفي مواجهه اغتصاب اليهود لفلسطين، من الإلزامي رفع راية الجهاد. ويتطلب القيام بذلك نشر الوعي الإسلامي بين الجماهير على المستويات الإقليمية والعربية والإسلامية. ومن الضروري غرس روح الجهاد في قلب الأمة حتى يتسنى لها مواجهه الأعداء والانضمام إلى صفوف المقاتلين».
يحتوي الميثاق على إشارات إلى العادات المعادية للسامية، مثل التأكيد على أنه من خلال التلاعب الدنيء في الدول الإمبريالية والجمعيات السرية، كان اليهود وراء مجموعة واسعة من الأحداث والكوارث التي تعود إلى تاريخ الثورة الفرنسية. كما تقتبس الوثيقة النصوص الدينية الإسلامية لتقديم مبررات لمحاربة اليهود وقتلهم، دون تمييز سواء كانوا في إسرائيل أو في أي مكان آخر. ويعرض الصراع العربي الإسرائيلي كصراع لا يمكن التوفيق بينه وبين اليهود والمسلمين، واليهودية والإسلام، وأضاف أن السبيل الوحيد للمشاركة في هذا الكفاح بين «الحقيقة والباطل» هو من خلال الإسلام وعن طريق الجهاد، حتى النصر أو الشهادة.